# Laraesima brunneoscutellaris
Laraesima brunneoscutellaris là một loài bọ cánh cứng trong họ Cerambycidae.